# توني غودفري
توني غودفري (بالإنجليزية: Tony Godfrey)‏ (30 أبريل 1939 في المملكة المتحدة - ) هو لاعب كرة قدم بريطاني في مركز حراسة المرمى. لعب مع نادي روتشديل ونادي ساوثهامبتون ونادي ألدرشوت وBasingstoke Town F.C. ‏.